# Nikolaus von Béguelin
Nikolaus von Béguelin (auch Nicolas von Lichterfelde) (* 25. Juni 1714 in Courtelary bei Biel in der Schweiz; † 3. Februar 1789 in Berlin) war Erzieher des preußischen Thronfolgers und späteren Königs Friedrich Wilhelm II. sowie Direktor der Philosophischen Klasse der Königlich-Preußischen Akademie der Wissenschaften in Berlin.

## Leben und Wirken

### Familie

Nikolaus von Béguelin; Schattenriss von Johann Friedrich Gottlieb Unger (1753–1804), Wien, Österreichische Nationalbibliothek, Bildarchiv und Grafiksammlung

Nikolaus von Béguelin war Sohn von Pierre Béguelin, des Advokaten und Meiers von Courtelary, und seiner Ehefrau Susanne Barbe Laider. Am 19. Januar 1761 heiratete er Marie-Catharine Pelloutier (1733–1794), die Tochter des Kaufmanns Jean-Barthélémy Pelloutier und seiner Ehefrau Charlotte Jassoy (1700–1773), eine Tochter des Juweliers Pierre Jassoy (1658–1714), der aus Metz nach Berlin infolge der Verfolgung der Hugenotten in Frankreich eingewandert war. Jean-Barthélémy Pelloutier war der Sohn des Kaufmanns Jean Pelloutier (ca. 1663–1698) und somit ein Bruder des Pastors der französisch-reformierten Kirche in Berlin, Simon Pelloutier.
Aus der Ehe sind folgende Kinder hervorgegangen:
- Henriette Louise Charlotte von Béguelin (1763–1810), die 1800 den späteren Generalleutnant Karl Ludwig von Phull geheiratet hat.
- Heinrich Huldreich Peter von Béguelin (1765–1818), Geheimer Oberfinanzrat, in zweiter Ehe verheiratet mit der Salonnière Amalie Cramer (1778–1848)
- Friedrich Wilhelm von Béguelin (1768–1828), Geheimer Oberrechnungsrat, in erster Ehe verheiratet mit Marie Honig († 1810), 1812 in zweiter Ehe mit Henriette Honig (1776–1848)
- Wilhelm Heinrich Franz von Béguelin (1769–1840), Geheimer Steuer- und Kriegsrat, 1799 Indigenat des Ritterstand des Herzogtums Schlesien, verheiratet seit 1807 mit Johanne Sophie Hesse (1787–1844)

### Leben und Bedeutung

Familienwappen der Familie von Béguelin über dem Eingang der Dorfkirche Lichterfelde in Berlin, Foto: Klaus Böse, Berlin

Ab 1729 studierte er Rechtswissenschaft und Mathematik in Basel und schloss das Studium 1735 mit dem Dr. iur ab. Ab 1743 war er Legationssekretär bei der preußischen Gesandtschaft in Dresden und lernte dort den preußischen König Friedrich den Großen kennen. Dieser berief ihn 1745 zum Professor der Mathematik an das Joachimsthalsche Gymnasium in Berlin und ab 1747 zum Erzieher des preußischen Thronfolgers und späteren Königs Friedrich Wilhelm II. Béguelin brachte dem Prinzen den Stoff auf spielerische und übermäßig zwangslose Art bei.
Seit dieser Zeit war er auch Mitglied der Königlich-Preußischen Akademie der Wissenschaften, von 1786 bis 1789 als Direktor der Sektion für Philosophie, und verfasste Abhandlungen über Mathematik und Experimentalphilosophie, insbesondere über optische und meteorologische Fragen.
Nachdem er bei Friedrich dem Großen 1764 in Ungnade gefallen war, wurde er 1786 anlässlich seiner Thronbesteigung von Friedrich Wilhelm II., der ihn sehr verehrte und ihn in einem persönlichen Schreiben als rechtschaffenen Lehrer bezeichnete, mit dem Rittergut Lichterfelde beschenkt und in den erblichen Adelsstand erhoben.
1761 wurde er Ehrenmitglied des Großen Rats der Stadt Biel.
Auf dem Sterbebett besuchte ihn noch der König und verweilte lange Zeit bei ihm. Daniel Chodowiecki hat diesen Besuch in einem Stich festgehalten. Begraben wurde Béguelin in einem neu errichteten Gruftanbau der Dorfkirche Lichterfelde. Nach einem Umbau der Kirche in den Jahren 1938 bis 1939 wurde dieser Anbau zum Vorraum der Dorfkirche umgestaltet. Die Särge der Familie einschließlich seines Sohnes Heinrich von Béguelin befinden sich jetzt unter dem Vorraum der Kirche.

## Werke (Auswahl)
- Ewald Christian Kleist, Nikolaus Beguelin: Le Printems:Poëme De Feu M. De Kleist. Berlin 1781, Umfang 64 S., 11693266 im VD 18.
- Nikolaus von Béguelin: Mémoire Sur Les Premiers Principes Métaphysiques. Premiere Partie. In: Zeitschrift Choix des mémoires et abrégé de l’histoire de l’Académie de Berlin. Berlin 1761, VD18 digital – Niedersächsische Staats- und Universitätsbibliothek Göttingen, S. 335 ff., vd18.de
- Nikolaus von Béguelin: Mémoire Sur Les Premiers Principes Métaphysiques. Seconde Partie. In: Zeitschrift Choix des mémoires et abrégé de l’histoire de l’Académie de Berlin. Berlin 1761, VD18 digital – Niedersächsische Staats- und Universitätsbibliothek Göttingen, S. 371 ff., vd18.de
- Nikolaus von Béguelin: Mémoire Sur L’Art De Connoitre Les Pensées D’Autrui à l’aide de la métaphysique. In: Zeitschrift Choix des mémoires et abrégé de l’histoire de l’Académie de Berlin. Berlin 1761, VD18 digital – Niedersächsische Staats- und Universitätsbibliothek Göttingen, S. 419 ff., vd18.de